# كيفن ماكي (لاعب كرة قدم)
كيفن ماكي (بالإنجليزية: Kevin McKee)‏ هو لاعب كرة قدم بريطاني، ولد في 10 يونيو 1966 في إدنبرة في المملكة المتحدة. لعب مع نادي بارتيك ثيسل ونادي ستنهاوسموير ونادي هيبرنيان وهاميلتون أكاديميكال.